# Allgemeine Gerichtsordnung (Preußen)
Die Allgemeine Gerichtsordnung für die Preußischen Staaten regelte die Organisation, den Aufbau und die Zuständigkeit der Gerichte. Zudem bestimmte sie das Dienstrecht sowie die Voraussetzungen für das Richteramt.
Das Werk umfasst drei Teile:
- „Erster Teil: Prozeß-Ordnung“
- „Zweiter Teil: Von dem gerichtlichen Verfahren in nicht streitigen Angelegenheiten“
- „Dritter Teil: Von den Pflichten der bei der Justiz angesetzten Personen“

Der erste Teil besteht aus einer Einleitung und 52 Titeln und behandelt das Prozessrecht. Der zweite Teil umfasst in sechs Titeln die Gerichtsordnung und das Verfahren in „nicht streitigen Angelegenheiten“. Im dritten Teil werden über acht Titel die Pflichten der Justizbeamten beschrieben und festgelegt.

## Wirkungsbereich
Die Allgemeine Gerichtsordnung für die preußischen Staaten fand Verwendung in den Provinzen Preußen, Brandenburg, Pommern, Schlesien, Posen, Sachsen sowie Westphalen.

## Geschichte
Zuvor galten auf preußischem Staatsgebiet verschiedene Gerichtsordnungen wie „Der gemeine Deutsche Prozeß“, die „Kammergerichts-Ordnung“ von 1516 (in Brandenburg) oder aktueller das „Projekt des corpus juris fridericiani pommeraniciani“ vom 6. Juli 1747 welches am 3. April 1748 von weiteren Provinzen als „Projekt des codicis fridericiani marchici“ nach Überarbeitung als Prozess-Code angenommen und verwendet wurde.
Unter Friedrich II wurde eine Verbesserung des Justizsystems angestrebt. Minister Johann Heinrich von Carmer legte dem König 1774 einen ersten Entwurf, 1775 einen ausgearbeiteten Plan unter dem Titel: „Projekt des revidierten Codicis fridericani“ zur Verbesserung der Justiz vor.
1776 wurde eine Kommission, bestehend aus Johann Heinrich von Carmer, sowie Großkanzler Maximilian von Fürst und Kupferberg sowie dem Kammergerichtspräsidenten Christian Ludwig von Rebeur, berufen, welche das Projekt noch einmal in Anschlag nehmen sollten. Von Fürst und von Rebeur sprachen sich dagegen aus.
Nach der wenig später stattfindenden Entlassung von Fürsts ernannte Friedrich II von Carmer zum neuen Großkanzler. Am 14. April 1780 wurde vom Großkanzler von Carmer nach einer Kabinettsordre die neue Prozessordnung unter dem Namen „Corpus Juris fridericiani“ vor den König gebracht und am 26. April 1781 von diesem gebilligt. Die „Allgemeine Gerichtsordnung für die Preußischen Staaten“ ging aus dem Corpus Juris Fridericiani hervor und erschien mit Patent vom 6. Juli 1793 zum ersten Mal, wurde jedoch aufgrund territorialer Verluste und Gewinne mehrmals neu publiziert, darunter in den neuen Gebieten im Zuge des Pariser Friedens (1814) am 9. September 1814, am 22. April 1816 nach dem Wiener Kongress 1814/15 in den Gebieten der neuen Provinz Sachsen, d. h. Sangerhausen, Merseburg, Naumburg, Zeitz, Nordhausen und Erfurt bis Suhl und die zuvor schon preußischen Gebieten von Halle bis zur Altmark, dann nochmal 1816 in Posen, sowie am 21. Juni 1825 in Westfalen.